# Chelonus basimaculatus
Chelonus basimaculatus är en stekelart som beskrevs av Vladimir Ivanovich Tobias 2000. Chelonus basimaculatus ingår i släktet Chelonus och familjen bracksteklar. Inga underarter finns listade i Catalogue of Life.